# اتحادیه گارایخالی
اتحادیه گارایخالی (به لاتین: Garaikhali Union) یک منطقهٔ مسکونی در بنگلادش است که در Paikgachha Upazila واقع شده‌است.